# 박진영 (심리학자)
박진영은 대한민국의 심리학자이다. 미국 노스캐롤라이나 대학교 채플힐(UNIVERSITY OF NORTH CAROLINA CHAPEL HILL) 의과대학 통합의학 프로그램 소속 연구원으로 활동하였다. 지뇽뇽이라는 필명으로도 알려져있다.

## 학력
- 연세대학교 심리학과 석사 학위

## 저서
- 《눈치보는 나, 착각하는 너》. 시공사. 2013년. ISBN 9788952768117
- 《심리학 일주일》. 시공사. 2014년. ISBN 9788952771223
- 《여전히 휘둘리는 당신에게》. 시공사. 2019년. ISBN 9788952744876